# Cyathea holttumiana
Cyathea holttumiana là một loài dương xỉ trong họ Cyatheaceae. Loài này được R.R.Rao & Jamir mô tả khoa học đầu tiên năm 1985.
Danh pháp khoa học của loài này chưa được làm sáng tỏ. 